# Швейцарские демократы
Швейцарские демократы — крайне-правая политическая партия Швейцарии. До 1977 года носила название Национальное действие против отчуждения народа и дома, затем Национальное движение за народ и дом.

## История
Национальное действие первоначально возникло как крайне-правое ксенофобское движение с антииммигрантскими целями в 1961 году. Это была реакция на иммиграцию иностранных рабочих, прежде всего итальянцев, распространённое в то время. Движение выдвинуло несколько гражданских инициатив, направленных на уменьшение иммиграции, такие как инициатива 1970 года «о борьбе против иностранной инфильтрации», которая была отклонена на референдуме лишь с небольшим перевесом (54% голосов избирателей). Первым партийным депутатом, избранным в Национальный совет в 1967 году, стал Джеймс Шварценбах.  
После выхода Шварценбаха из партии в 1971 году, основавшего Республиканское движение, партия потеряла инициативу в 1970-х годах. В начале 1980-х годов Национальное действие вновь набрало силу и получило 5 мест парламента на выборах 1991 года.
В 1990 году после конфликта с бывшим президентом партии Валентином Оэхеном партия сменила название на Швейцарские демократы. После 1998 года партия потеряла практически всё влияние в национальной политике, так как избиратели с крайне-правыми взглядами переключились на Швейцарскую народную партию. 
На выборах 2003 года партия получила лишь 1,0% голосов и одно место парламента, которое было потеряно на следующих выборах 2007 года.

## Участие в выборах
| Выборы | Количество голосов | % голосов | Мест |
| ------ | ------------------ | --------- | ---- |
| 1967   |                    | 0,6%      | 1    |
| 1971   |                    | 3,2% ▲    | 4 ▲  |
| 1975   |                    | 2,5% ▼    | 2 ▼  |
| 1979   |                    | 1,3% ▼    | 2 ▬  |
| 1983   |                    | 2,9% ▲    | 4 ▲  |
| 1987   |                    | 2,5% ▼    | 3 ▼  |
| 1991   | 69 297 ▲           | 3,4% ▲    | 5 ▲  |
| 1995   | 59 613 ▼           | 3,1% ▼    | 3 ▼  |
| 1999   | 35 883 ▼           | 1,8% ▼    | 1 ▼  |
| 2003   | 20 177 ▼           | 1,0% ▼    | 1 ▬  |
| 2007   | 12 609 ▼           | 0,5% ▼    | 0 ▼  |
| 2011   |                    | 0,2% ▼    | 0 ▬  |
| 2015   |                    | 0,1% ▼    | 0 ▬  |